# Ottawa (Wisconsin)
Ottawa es un pueblo ubicado en el condado de Waukesha en el estado estadounidense de Wisconsin. En el Censo de 2010 tenía una población de 3.859 habitantes y una densidad poblacional de 44,08 personas por km².

## Geografía
Ottawa se encuentra ubicado en las coordenadas 42°57′45″N 88°29′30″O / 42.96250, -88.49167. Según la Oficina del Censo de los Estados Unidos, Ottawa tiene una superficie total de 87.54 km², de la cual 84.54 km² corresponden a tierra firme y (3.43%) 3.01 km² es agua.

## Demografía
Según el censo de 2010, había 3.859 personas residiendo en Ottawa. La densidad de población era de 44,08 hab./km². De los 3.859 habitantes, Ottawa estaba compuesto por el 96.66% blancos, el 0.88% eran afroamericanos, el 0.7% eran amerindios, el 0.73% eran asiáticos, el 0.03% eran isleños del Pacífico, el 0.39% eran de otras razas y el 0.62% pertenecían a dos o más razas. Del total de la población el 2.12% eran hispanos o latinos de cualquier raza.